# Technologic (canción)
«Technologic» (en español: «Tecnológico») es una canción compuesta por el grupo francés Daft Punk. Fue realizada el 14 de junio del 2005. Es la pista número 9 del disco Human After All; y tiene una duración de 4 minutos y 44 segundos.
La canción contiene una letra (cantada por una voz electrónica) que nombra funcionamientos de una computadora; Por ejemplo: "Plug it, play it, burn it, rip it, drag it, drop it, zip it, unzip it...".
El videoclip de la canción muestra a un bebé robot mirando la televisión con el dúo, y ésta muestra al mismo robot con una faceta más diabólica cantando la canción, en un paisaje totalmente color rojo y en un entorno con figuras triángulares. Al final del videoclip, se puede ver que la última imagen es una copia parecida a la imagen de la niña frente al televisor, de la película Poltergeis, dirigida por Tobe Hooper y producida por Steven Spielberg en 1982.
El robot que canta y que mira la televisión fue confirmado como el esqueleto del animatrónico de Chucky.
Esta canción además ha sido utilizada en uno de los anuncios del reproductor de música iPod y Alfa Romeo.

## Posicionamiento en listas
| Lista (2005)                                | Máxima posición |
| ------------------------------------------- | --------------- |
| Alemania (Offizielle Deutsche Charts)       | 82              |
| Australia (ARIA)                            | 64              |
| Bélgica (Valonia) (Ultratip Bubbling Under) | 15              |
| Escocia (Scottish Singles Sales Chart)      | 30              |
| Estados Unidos (Bubbling Under Hot 100)     | 16              |
| Reino Unido (UK Singles Chart)              | 40              |
| Reino Unido (UK Dance Chart)                | 1               |
| Lista (2008)                                | Máxima posición |
| Italia (FIMI)                               | 22              |
| Suiza (Schweizer Hitparade)                 | 63              |
| Lista (2010)                                | Máxima posición |
| Suecia (Sverigetopplistan)                  | 29              |